# La Chapelle-Geneste
La Chapelle-Geneste (okzitanisch: La Chapela Genesta) ist eine französische Gemeinde mit 111 Einwohnern (Stand: 1. Januar 2022) im Département Haute-Loire in der Region Auvergne-Rhône-Alpes (vor 2016 Auvergne). Sie gehört zum Arrondissement Brioude sowie zum Kanton Plateau du Haut-Velay granitique.

## Geographie
Die Gemeinde La Chapelle-Geneste liegt an der Senouire im Zentralmassiv und im Regionalen Naturpark Livradois-Forez an der Grenze zum Département Puy-de-Dôme, etwa 30 Kilometer ostnordöstlich von Brioude.

### Nachbargemeinden
Umgeben wird La Chapelle-Geneste von den Nachbargemeinden Saint-Sauveur-la-Sagne im Norden, Mayres im Norden und Nordosten, Malvières im Osten, La Chaise-Dieu im Südosten und Süden, Connangles im Süden, Cistrières im Südwesten sowie Saint-Alyre-d’Arlanc im Westen.

## Bevölkerungsentwicklung
| Jahr                       | 1962 | 1968 | 1975 | 1982 | 1990 | 1999 | 2009 | 2020 |
| Einwohner                  | 299  | 247  | 180  | 151  | 139  | 141  | 138  | 110  |
| Quellen: Cassini und INSEE |      |      |      |      |      |      |      |      |

## Sehenswürdigkeiten
- Kirche Notre-Dame-de-l’Assomption (Mariä Himmelfahrt)

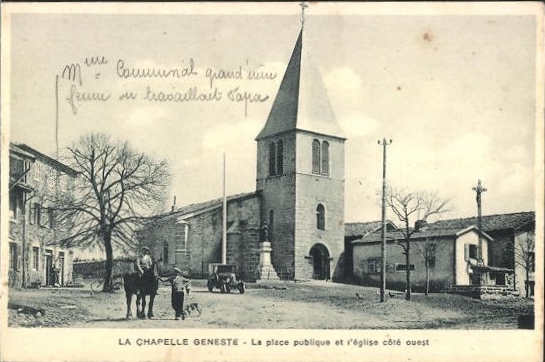
Kirche Mariä Himmelfahrt auf einer Postkarte (um 1920)